# Saddlebred
Le Saddlebred (anglais : American Saddlebred , soit « cheval de selle américain ») est une race de chevaux de selle d'origine américaine, anciennement connue sous le nom de Kentucky Saddlebred. La race est gérée par l'American Saddle-Horse Breeders’ Association qui tient le registre généalogique et qui cherche à fixer les caractéristiques originelles de la race. C'est un cheval fin et élégant qui a la particularité de posséder des allures supplémentaires nommées le slow gait et le rack. Il est destiné essentiellement aux exhibitions.

## Histoire

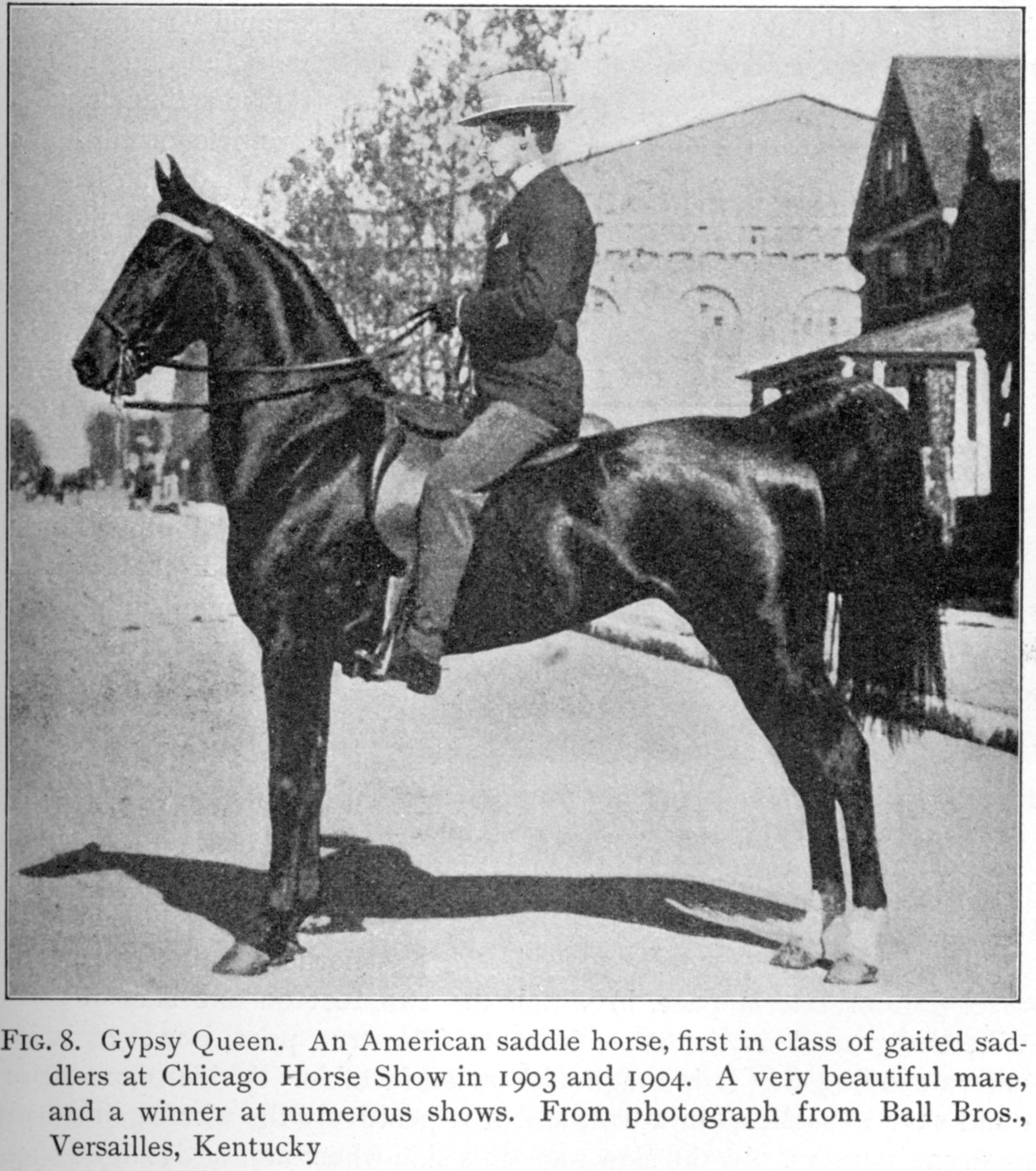
Gypsy Queen, jument Saddlebred dans les années 1900.

Les origines de l’American Saddlebred sont liées aux chevaux Galloway et Hobbie importés des Iles britanniques en Amérique du Nord par les colons britanniques au XVIIe siècle. Ces petits chevaux robustes avaient la particularité d’ambler, ce qui leur procurait un certain confort à leurs cavaliers. Ils ont prospéré en Amérique et donné naissance au Narragansett Pacer qui s’est développé le long du littoral oriental. L’importation du Pur-sang au début du XVIIIe siècle offre de nouvelles possibilités de croisements. Le Narragansett Pacer croisé au Pur-sang crée ainsi un nouveau cheval avec des caractéristiques spécifiques qu’on nomme American Horse ou Cheval Américain. Ce dernier a hérité de la taille et de la beauté du Pur-sang, mais a conservé la capacité d’apprendre l’amble caractéristique du Narragansett Pacer. Le croisement avec le Pur-sang s’est poursuivi pendant des années en y incluant aussi d’autres races comme l'Arabe et le Morgan. Au début du XIXe siècle, la race est connue sous le nom de Kentucky Saddlebred et commence à se distinguer en concours où l’on apprécie sa beauté, son style et son côté pratique. Dans les années 1880, les éleveurs se regroupent et ainsi forment une association de race. Sous l’impulsion de Charles F. Mills, les pedigrees sont compilés et des règles d’enregistrement formulées. L'Association des Éleveurs de Cheval de Selle Américain (American Saddle-Horse Breeders’ Association) voit le jour le 7 avril 1891 à Louisville dans le Kentucky. Cette association tient le registre généalogique jusqu’en 1980, date à laquelle elle change de nom pour l’American Saddlebred Horse Association (ASHA), qui le tient encore de nos jours.

## Description

### Morphologie

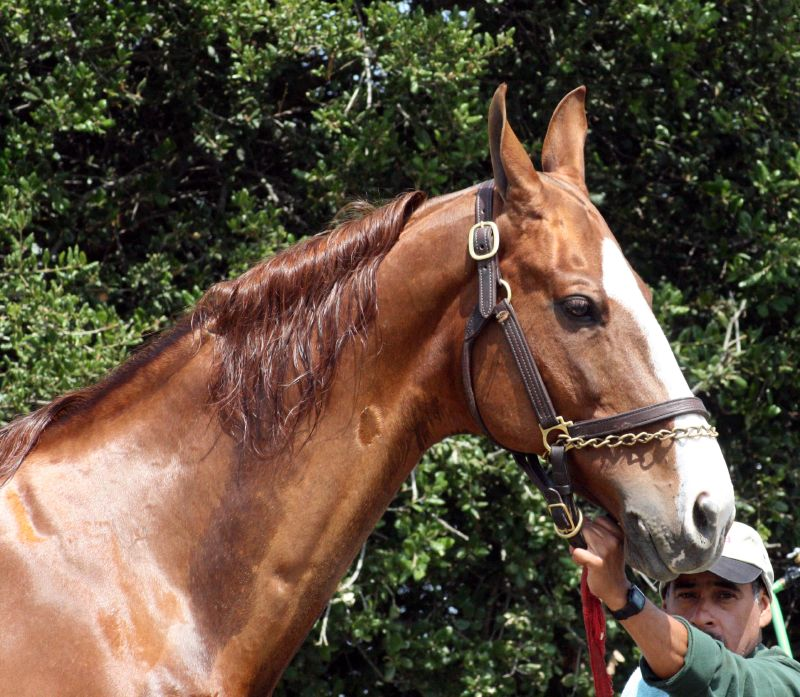
Tête d'un American Saddlebred.

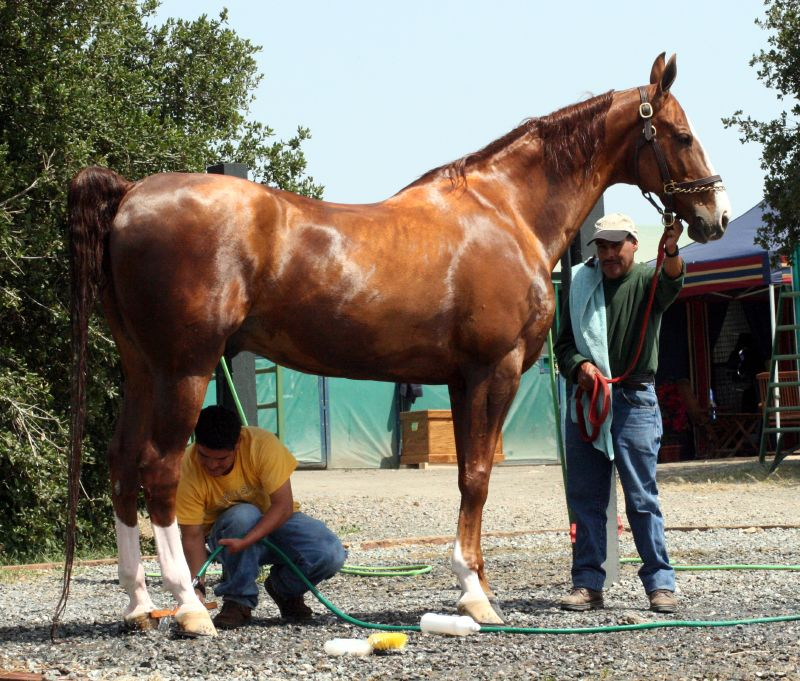
Cheval Saddlebred au modèle.

Sa silhouette est celle d'un cheval élégant. Sa tête est fine et racée, le profil droit. Les oreilles sont pointues et ses grands yeux espacés. Ses naseaux sont petits mais ses narines bien ouvertes. Son encolure est longue ce qui contribue au port très noble de sa tête. Le thorax est large et sec. Les côtes sont arquées. Les épaules sont fortes, le corps court et musclé. La croupe est forte et souple. Ses membres  sont sveltes et élégants. Les paturons sont inclinés ce qui donne une action confortable. L'habitude veut qu'on laisse pousser les sabots, en particulier sur les antérieurs, et qu'on les chausse de fers lourds. La crinière et la queue ont des crins abondants et fluides.
Toutes les robes sont admises.
Sa posture doit être campée comme l'est celle du Morgan. Sa queue doit être portée haut, ce que les éleveurs font de manières artificielles au moyen d'interventions chirurgicales (myotomie ou névrotomie) ou par des systèmes de maintien artificiels contraignants. Autrefois on pratiquait même des fractures artificielles des vertèbres caudales (caudectomie) pour modifier le port de queue. Cette pratique est maintenant interdite.

### Allures
L'American Saddlebred effectue les trois allures classiques (pas, trot, galop) dans une action relevée. Cette action est souvent favorisée par les éleveurs qui utilisent un ferrage lourd pour exagérer les relevés.
À côté du type threegaited, aux trois allures classiques, il existe le fivegaited qui possède deux allures supplémentaires à quatre temps, naturelles mais entretenues plus ou moins artificiellement : le slow gait (ou stepping pace) est une sorte de pas amblé à quatre temps, relevé et lent, où chaque membre tour à tour frappe énergiquement le sol, et le rack, une allure à quatre temps, très rapide, relevée et spectaculaire, de type amble rompu, mais très confortable.
Par sa gentillesses et sa forte capacité d'apprentissage, l'American Saddlebred acquiert généralement très rapidement ces allures particulières.

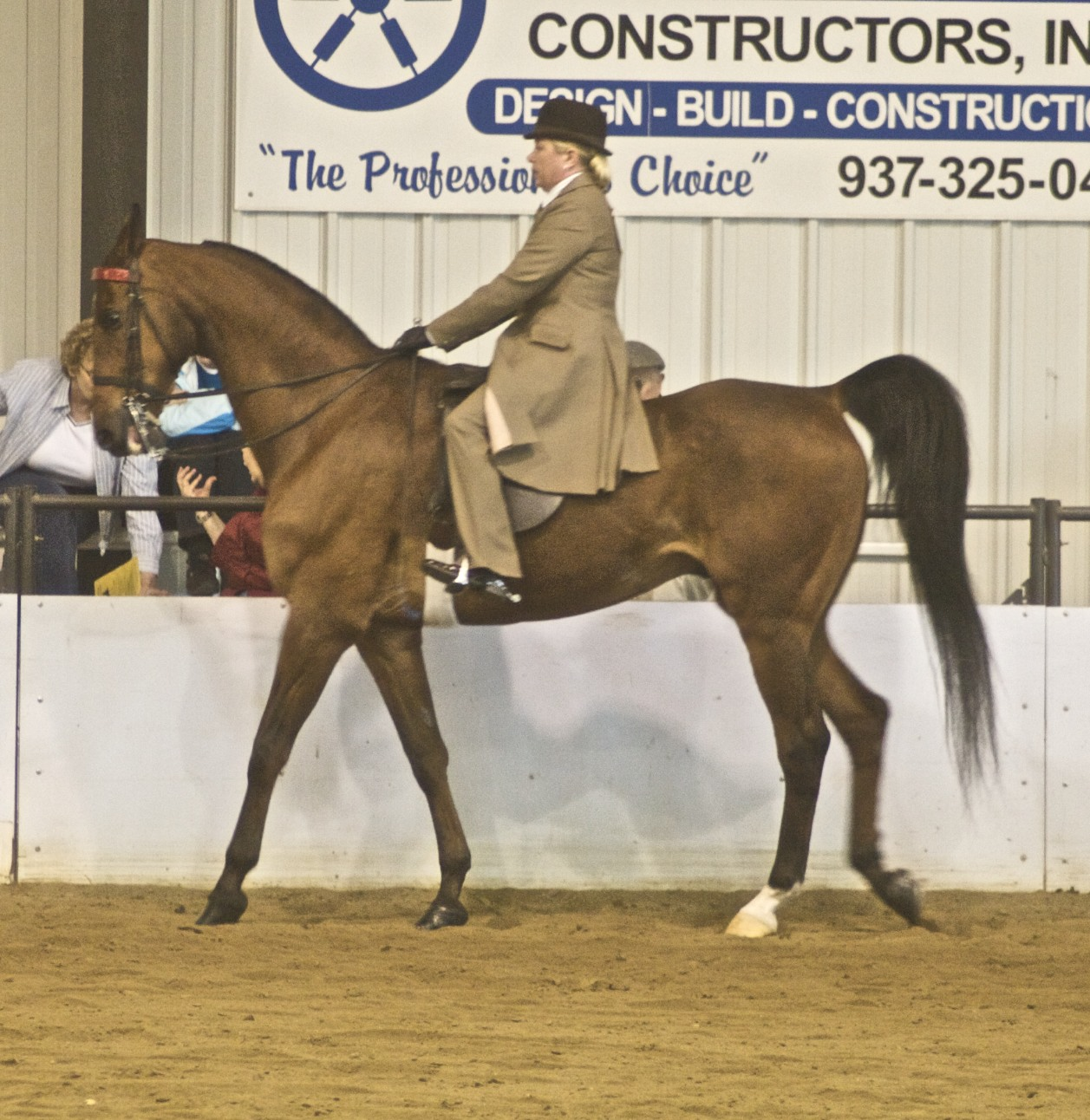
Le pas.
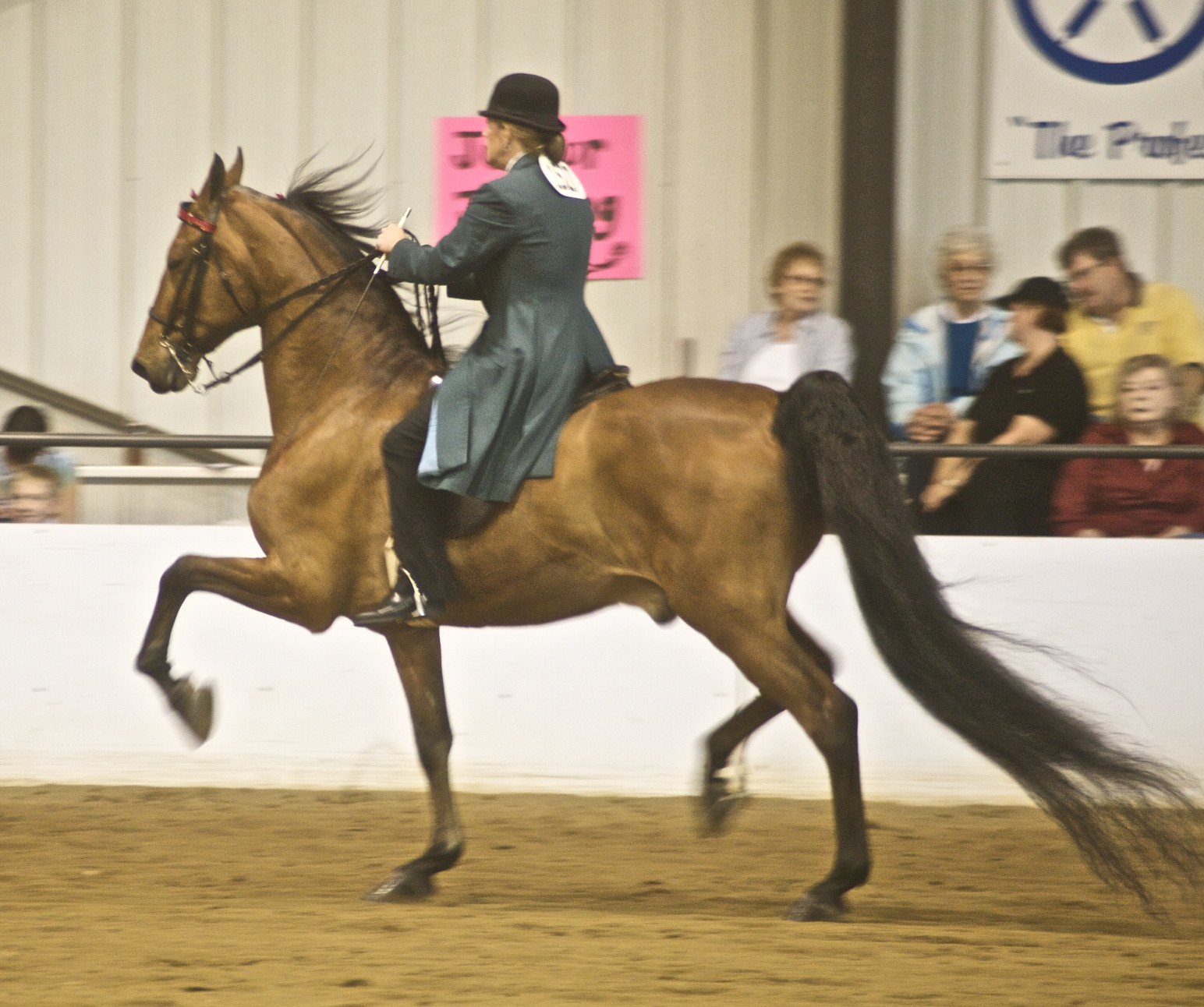
Le trot avec une action très relevée.
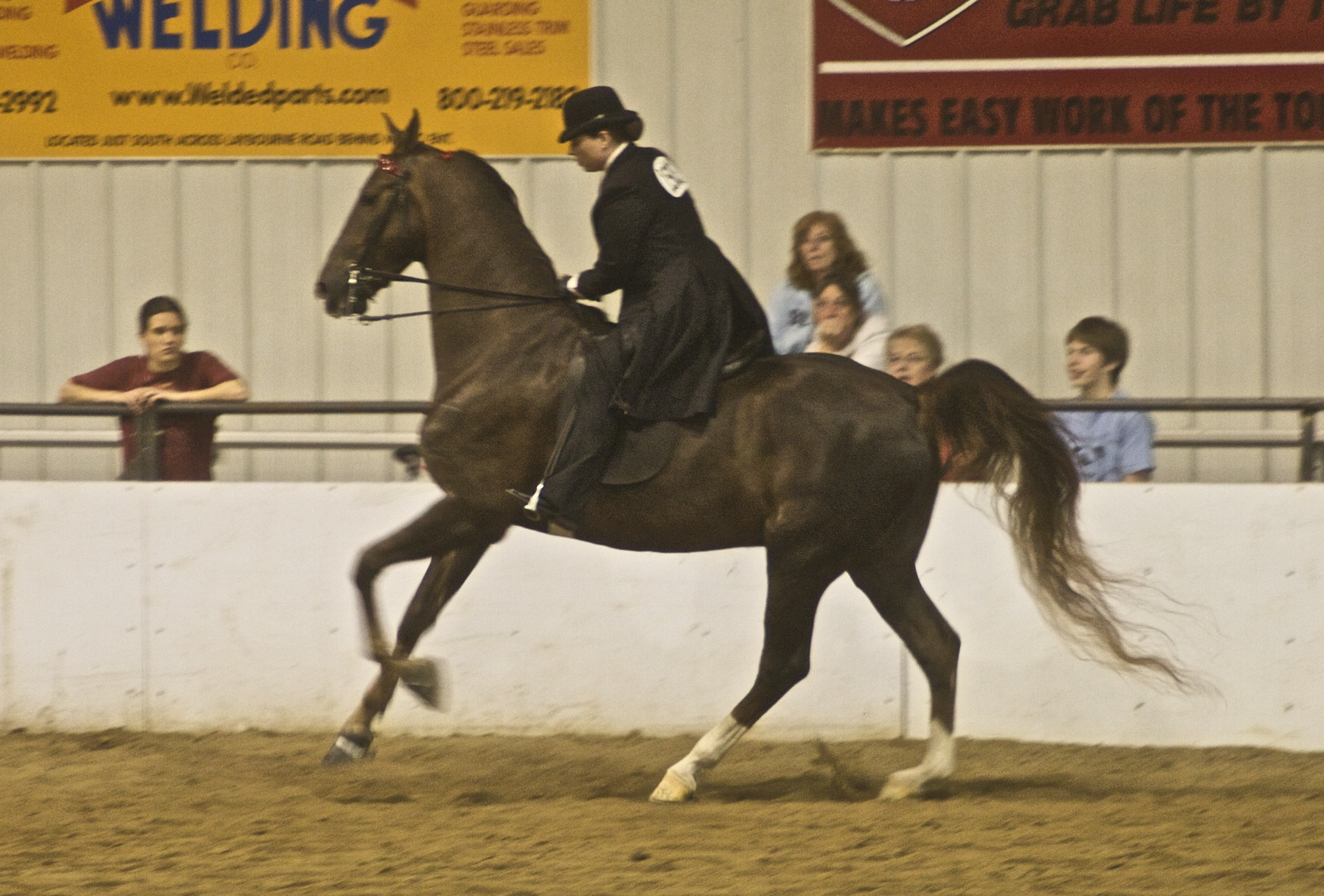
Le galop.

Le Saddlebred a fait l'objet d'une étude visant à déterminer la présence de la mutation du gène DMRT3 à l'origine des allures supplémentaire : l'étude de 89 sujets a permis de détecter la présence de cette mutation chez 27,5 % d'entre eux, et l’existence de chevaux pratiquant le rack et le slow-gait parmi la race.  

## Utilisations
Utilisé à l'origine pour le travail dans les plantations de Virginie et du Kentucky, il a ensuite été très utilisé comme cheval de cavalerie où sa robustesse et son port élégant étaient très appréciés.
L'American Saddlebred est désormais surtout élevé et utilisé pour les exhibitions où il excelle tant en attelage que monté. C'est lui qui est à l'origine de la création du National Show Horse aux États-Unis. Il peut ainsi concourir dans trois classes : cinq allures (fivegaited), trois allures (threegaited) et fine carriage.
S'il est ferré normalement, il est aussi un très bon cheval de loisir apte à toutes les activités.

## Diffusion de l'élevage

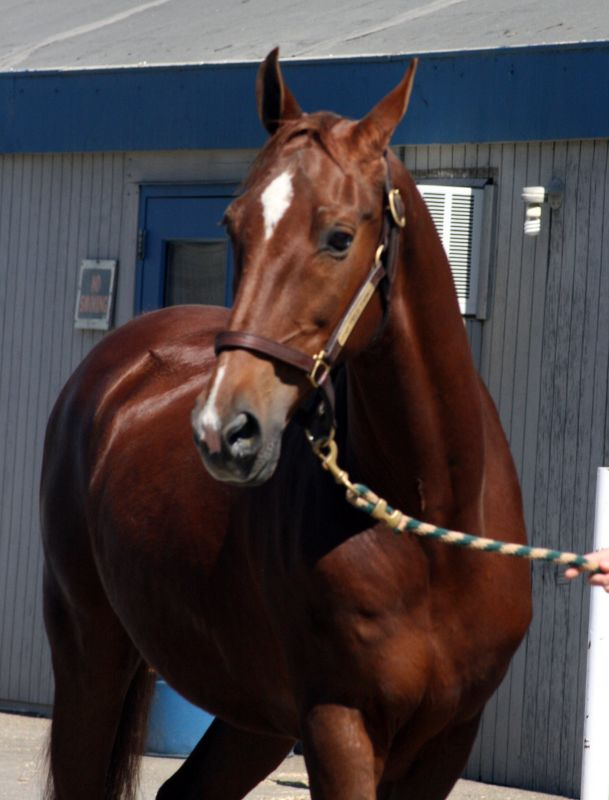
Portrait d'un American Saddlebred.

L'American Saddlebred est surtout présent aux États-Unis et au Canada, mais on trouve aussi quelques élevages en Europe et en Afrique du Sud.
Aux États-Unis, la population de chevaux American Saddlebred est restée assez constante ces dernières années. En 1988, on comptait 156 000 chevaux American Saddlebred sur l'ensemble du territoire. Sa répartition n'est par contre pas semblable d'un état à l'autre. Les États ayant le plus grand nombre de représentants de la race sont le Missouri, le Kentucky, Virginie et les deux États de Caroline.
Au Canada, l'American Saddlebred est élevé avec succès depuis plus de 60 ans. Le stud-book est géré sur place par l'American Saddlebred Horse Association of Canada (ASHAC).
En Afrique du Sud, le premier cheval American Saddlebred a été importé par Claude Orpen en 1917. Il s'agit d'un étalon noir, Myer’s Kentucky Star. Il est suivi par de nombreux autres excellents étalons qui forment la base de la race en Afrique du Sud. La Saddle Horse Breeders' Society of South Africa a été fondée en 1949 et tient le registre de la race dans le pays. On compte près de 4 000 chevaux American Saddlebred en Afrique du Sud.  L'ouvrage Equine Science (4e édition de 2012) classe le Saddlebred parmi les races de chevaux de selle connues au niveau international.

## Chevaux American Saddlebred renommés
- He’s The Man, gagnant des championnats du monde dans la catégorie "Five-Gaited" en 2006[13]
- Hollywood Excellence, gagnant des championnats du monde dans la catégorie "Three-Gaited" en 2000[13]
- Radiant Success, gagnant des championnats du monde dans la catégorie "Fine harness" en 2000[13]

### Ouvrages spécialisés
- (en) Charlotte Wilcox, The American Saddlebred Horse, Capstone Press, 1996, 48 p. (ISBN 978-1-56065-364-6, lire en ligne)
- (en) Cheryl Lutring, The American Saddlebred, J. A. Allen, 2005, 24 p. (ISBN 978-0-85131-910-0)
- (en) Lori Coleman, The American Saddlebred Horse, Capstone Press, 2006, 32 p. (ISBN 978-0-7368-5458-0)
- (en) Victor Gentle et Janet Perry, Saddlebreds, Gareth Stevens Pub, 2001, 24 p. (ISBN 978-0-8368-2938-9)
- (en) Kim O'Brien, American Saddlebred Horses, Capstone Press, 2009, 24 p. (ISBN 978-1-4296-3302-4, lire en ligne)
- (en) Emily Leuthner, The American Saddlebred Horse, Bellwether Media Inc, 2011, 24 p. (ISBN 978-1-60014-654-1, lire en ligne)

### Ouvrages généralistes
- Elwyn Hartley Edwards, L'œil nature : Chevaux, Nord Compo, Villeneuve-d'Ascq, Larousse, 2005, 255 p. (ISBN 978-2-03-560408-8), p. 194-195.
- Elwyn Hartley Edwards, Les chevaux, Éditions de Borée, 2006, 272 p. (ISBN 978-2-84494-449-8, lire en ligne), p. 26.
- Gianni Ravazzi, L'encyclopédie des chevaux de race, Bergame, Italie, De Vecchi, 2002, 190 p. (ISBN 978-2-7328-2594-6), p. 52.
- (en) Fran Lynghaug, The Official Horse Breeds Standards Book : The Complete Guide to the Standards of All North American Equine Breed Associations, Voyageur Press, 2009, 672 p. (ISBN 978-0-7603-3499-7, lire en ligne), p. 250-255
- (en) Mary Ellen Bauer, Which Horse Of Course, Xlibris Corporation, 2011, 440 p. (ISBN 978-1-4628-6621-2), p. 359-360